# Mount Fox (berg i Antarktis, lat -69,98, long 64,05)
Mount Fox är ett berg i Antarktis. Det ligger i Östantarktis. Australien gör anspråk på området. Toppen på Mount Fox är 1 980 meter över havet.
Terrängen runt Mount Fox är huvudsakligen lite kuperad. Trakten är obefolkad. Det finns inga samhällen i närheten.